# Моседское староство
Мо́седское староство (лит. Mosėdžio seniūnija) — одно из 8 староств Скуодасского района, Клайпедского уезда Литвы. Административный центр — местечко Моседис.

## География
Расположено на северо-западе Литвы, в центарльно-южной части Скуодасского района, на Западно-Жямайтском плато недалеко от побережья Балтийского моря. 
Граничит с Скуодасским староством на западе и севере, Шатесским — на востоке, Нотенайским — на юго-востоке, и Имбарским староством Кретингского района — на юге.

## Население
Моседское староство включает в себя местечко Моседис и 26 деревень.